# Antoni Semczuk

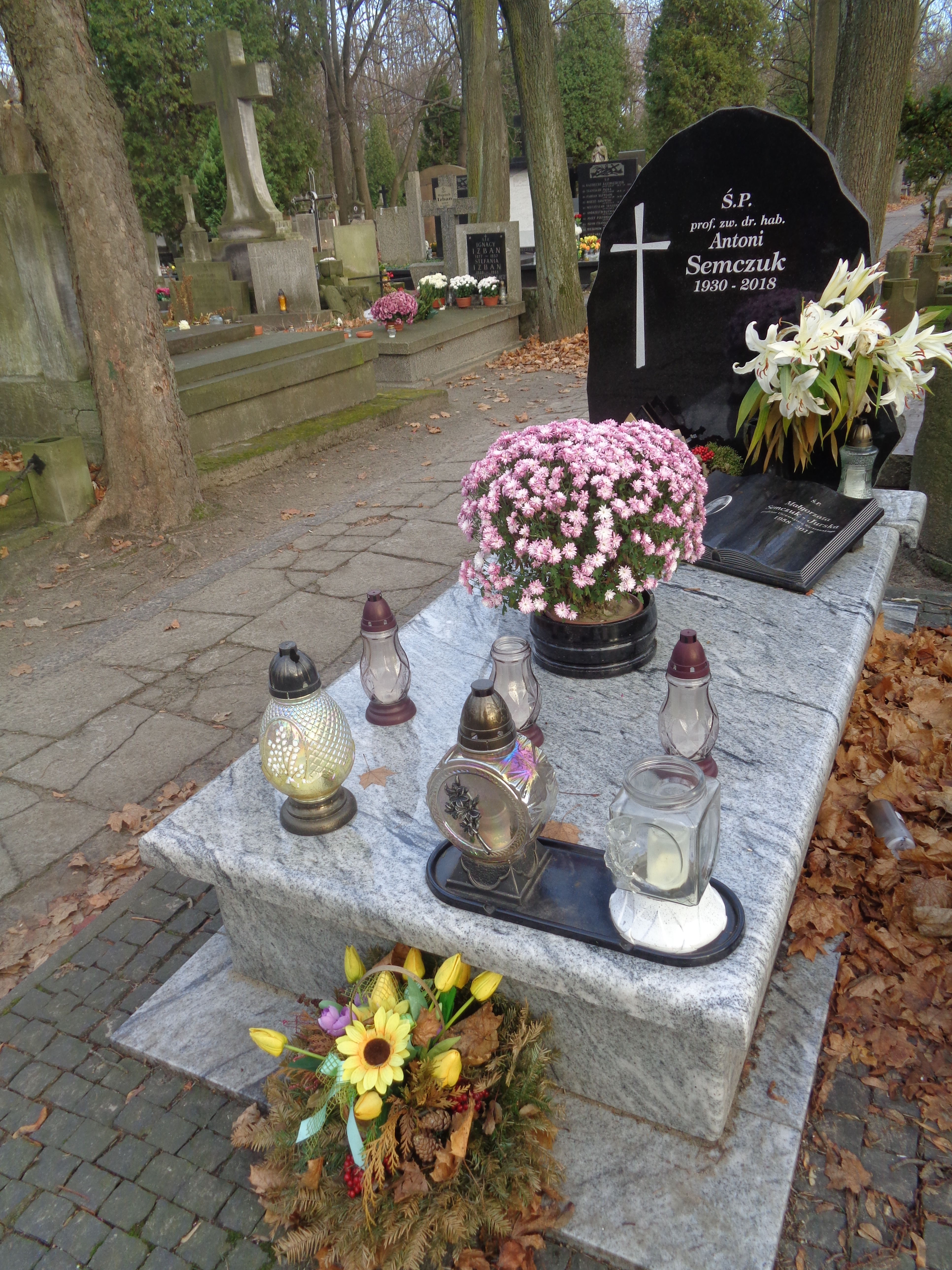
Grób Antoniego Semczuka na cmentarzu Powązkowskim w Warszawie

Antoni Semczuk (ur. 3 maja 1930 w Rulikówce, zm. 21 grudnia 2018 w Warszawie) – polski znawca literatury rosyjskiej, prof. zw. dr hab.

## Życiorys
Syn Franciszka i Marianny, ojciec Małgorzaty. Uczęszczał do gimnazjum w Zamościu. Uzyskał stopień doktora habilitowanego, a w 1974 tytuł naukowy profesora nauk humanistycznych. Pełnił funkcję profesora zwyczajnego Instytutu Rusycystyki na Wydziale Lingwistyki Stosowanej Uniwersytetu Warszawskiego oraz był członkiem Komitetu Słowianoznawstwa na I Wydziale Nauk Społecznych Polskiej Akademii Nauk i Towarzystwa Naukowego Warszawskiego. Od Uniwersytetu im. M. Łomonosowa otrzymał doktorat honoris causa.
Był recenzentem 5 prac habilitacyjnych i 12 prac doktorskich.